# Gruaro
Gruaro é uma comuna italiana da região do Vêneto, província de Veneza, com cerca de 2.702 habitantes. Estende-se por uma área de 17,24 km², tendo uma densidade populacional de 158 hab/km². Faz fronteira com Cinto Caomaggiore, Cordovado (PN), Portogruaro, Sesto al Reghena (PN), Teglio Veneto.

## Demografia
| Variação demográfica do município entre 1861 e 2011                               |
|                                                                                   |
| Fonte: Istituto Nazionale di Statistica (ISTAT) - Elaboração gráfica da Wikipedia |